# Always Remember Us This Way
Singles par Lady Gaga
Shallow
(2018) I'll Never Love Again
(2019)
Pistes de A Star Is Born
Diggin’ My Grave Look What I Found
Always Remember Us This Way est une chanson du film A Star Is Born issue de la bande originale du même nom et interprétée par la vedette du film, Lady Gaga. Elle a été diffusée pour la première fois le 21 novembre 2018, c'est le deuxième single de la bande originale d' Interscope Records. La chanson a été écrite par Lady Gaga, Natalie Hemby, Hillary Lindsey et Lori McKenna, et produite par Dave Cobb et Lady Gaga.
Elle a reçu un accueil critique positif et a atteint la première place des charts en Islande et classée dans le top dix en Belgique, en Hongrie, en Irlande, en Norvège, au Portugal, en Écosse, en Suède et en Suisse. Le titre a également atteint le top 20 au Danemark, en Estonie, en France, en Malaisie, en Norvège, en République tchèque, en Australie et en Nouvelle-Zélande.
Le 6 mars 2020, le single est certifié Diamant en France selon la SNEP soit plus de 333 000 exemplaires vendues.

## Contexte et sortie
Always Remember Us This Way a été écrit par Lady Gaga, Natalie Hemby, Hillary Lindsey et Lori McKenna, et produit par Dave Cobb et Lady Gaga,. Il comprend également des chœurs de Natalie Hemby, Hillary Lindsey et Lori McKenna. Bradley Cooper avait approché Dave Cobb pour créer le son de l'album, après avoir écouté le travail de ce dernier. Cobb s'est alors envolé pour Los Angeles et a rencontré Lady Gaga et Bradley Cooper pour une session d'écriture. Il a joué le morceau Maybe It's Time (écrit par l'auteur-compositeur-interprète Jason Isbell), qui a impressionné Gaga et Cooper et a donné le ton à la bande originale. Ils ont demandé à Hemby, Lindsey et McKenna de venir à Los Angeles et de commencer à composer des chansons.
Un clip vidéo de la chanson a été tourné, montrant Lady Gaga chantant le morceau dans le film le tout entrecoupé de scènes du couple partant en moto, s'embrassant sur un parking et jouant de la musique ensemble. Le clip se termine avec la foule scandant le nom d’Ally (Lady Gaga) et Jackson (Bradley Cooper) s’approchant d'elle pour la serrer dans ses bras.

## Enregistrement et composition

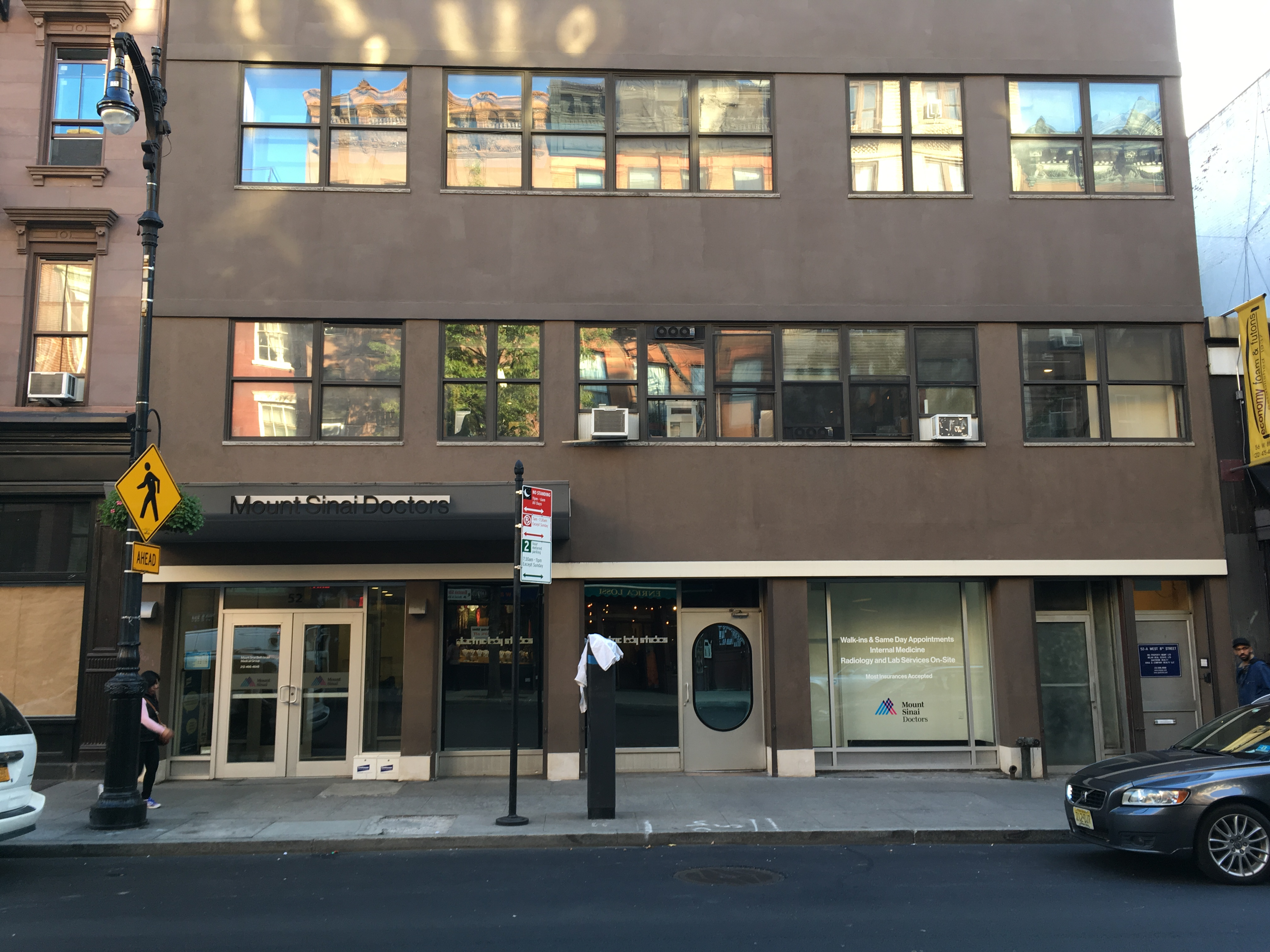
Le titre est mixé au Electric Lady Studios à New York.

Always Remember Us This Way a été enregistré immédiatement après que les auteurs aient fini de la composer. Ils ont également fourni des chœurs alors que Gaga enregistrait sa voix en studio. Selon Dave Cobb, « c'était une pure magie quand ça s'est passé et on peut l'entendre dans le film - l'énergie et l'excitation qui se passait. C'est incroyable d'entendre ce genre de voix sortir du casque. » Pour Lindsey, qui avait précédemment collaboré avec Gaga sur son cinquième album studio, Joanne (2016), la chanteuse s'était imprégnée complètement du personnage d'Ally qu'elle interprétait dans le clip. « Elle était en train de vivre la douleur d'Ally perdant l'amour de sa vie. Nous voulions tous la serrer dans nos bras. Elle était tellement brisée et souffrait d'une telle douleur », a-t-il ajouté. McKenna a décrit l'écriture de la chanson comme un moment fort, car les paroles les ont tous fait pleurer.
Selon Dave Cobb, c’était magique quand « [Gaga] a commencé et que les auteurs étaient dans la salle de contrôle [...] Nous avons eu tous la chair de poule. Cela arrive très rarement ». Cette chanson est une ballade country dirigée par un piano, et poussée par le chant de Lady Gaga. Après le premier couplet au piano, les guitares et la batterie entrent en jeu dès le deuxième couplet. La chanson est interprétée dans la tonalité de La mineur avec un tempo lent de 65 battements par minute. Il s'ensuit une progression d'accords de Lam – Fa – Do – Sol – Lam – Fa – Do – Sol.

## Réception critique
Jon Pareles du New York Times décrit la chanson comme étant une ballade aux accents d'héroïsme, inspirée par Elton John. Brittany Spanos de Rolling Stone et Emily Yahr du Washington Post ont décrit la chanson comme étant «explosive» et «tourmentante»,. Maeve McDermott du Chicago Sun-Times a déclaré que Always Remember Us This Way était «la piste la plus intrigante de la bande originale». Patrick Ryan, du même journal, a déclaré que la chanson «figure parmi les meilleures chansons de Gaga avec Speechless (2009) et Dope (2013)». Joey Morona, de The Plain Dealer, a écrit: «ses prouesses vocales sont... à pleines capacités sur la séquence musicale lente et sentimentale».

## Performance commerciale
Après la sortie de la bande originale, Always Remember Us This Way a fait ses débuts à la 2e place du classement US Digital Songs. La chanson a également fait ses débuts à la 41e place du Billboard Hot 100 avec quatre autres pistes de l'album et a été présente dans les charts pendant neuf semaines au total.
Always Remember Us This Way est entré au Royaume-Uni à la 39e place des ventes à la date du 12 octobre 2018. Lors de sa troisième semaine de présence, la chanson a grimpé pour atteindre la 25e place, figurant dans le top 100 pendant onze semaines. En France, la chanson entre dans le classement des ventes pures (sans streaming) à la 8e place la semaine du 12 octobre 2018, en même temps que I'll Never Love Again, alors que Shallow se trouve à la 1re place. Elle progresse ensuite jusqu'en avril 2019,.

## Reprises
La chanteuse américaine Sabrina Carpenter a fait une reprise de cette chanson au piano et a publié une vidéo en noir et blanc dans laquelle elle chante le premier couplet et le refrain.

## Crédits
- Lady Gaga - auteur-compositeur, producteur, voix principales, piano
- Natalie Hemby - auteur
- Hillary Lindsey - auteur
- Lori McKenna - auteur
- Dave Cobb - producteur
- Gena Johnson - enregistrement
- Eddie Spear - enregistrement
- Bo Bodnar - assistant d'enregistrement
- Benjamin Rice - enregistrement additionnel
- Tom Elmhirst - mixage
- Brandon Bost - mixage
- Randy Merrill - mixage audio
- Chris Powell - batterie
- Brian Allen - basse
- Maestro Lightford - clavier
- LeRoy Powell - lap steel guitar

## Classement
| Classement (2018–2019)                  | Meilleure position |
| --------------------------------------- | ------------------ |
| Allemagne (Gfk)                         | 84                 |
| Australie (ARIA)                        | 12                 |
| Autriche (Ö3 Austria Top 40)            | 25                 |
| Belgique (Flandre Ultratop 50 Singles)  | 10                 |
| Belgique (Wallonie Ultratop 50 Singles) | 5                  |
| Canada (Hot 100)                        | 26                 |
| Espagne (PROMUSICAE)                    | 91                 |
| États-Unis (Hot 100)                    | 41                 |
| France (SNEP Megafusion)                | 18                 |
| France (SNEP Ventes)                    | 1                  |
| Italie (FIMI)                           | 41                 |
| Pays-Bas (Nederlandse Top 40)           | 16                 |
| Norvège (VG-lista)                      | 7                  |
| Nouvelle-Zélande (RMNZ)                 | 14                 |
| Portugal (AFP)                          | 10                 |
| Royaume-Uni (UK Singles Chart)          | 25                 |
| Suède (Sverigetopplistan)               | 10                 |
| Suisse (Schweizer Hitparade)            | 7                  |

## Certifications et Ventes
| Pays             | Certifications    | Organisme de certifications | Ventes    |
| Australie        | Platine           | ARIA                        | 70 000    |
| Belgique         | Platine           | BEA                         | 40 000    |
| Danemark         | Platine           | IFPI Danemark               | 90 000    |
| France           | Diamant           | SNEP                        | 350 000   |
| Italie           | Platine           | FIMI                        | 50 000    |
| Nouvelle-Zélande | Platine           | RMNZ                        | 15 000    |
| Portugal         | Platine           | AFP                         | 15 000    |
| Royaume-Uni      | Or                | BPI                         | 400 000   |
| États-Unis       | Platine           | RIAA                        | 1 000 000 |
| Ventes mondiales | 20 certifications |                             | 3 500 000 |
| ---------------- | ----------------- | --------------------------- | --------- |